# 1927年の宝塚歌劇公演一覧
本項目では、1927年の宝塚歌劇公演一覧（1927ねんのたからづかかげきこうえんいちらん）について示す。

## 一覧
（）内は、作者または演出者名。

### 宝塚公演

#### 雪組
- 1月1日 - 1月31日　宝塚大劇場
  - 『吉野山の兎』（久松一聲）　
  - 『啞女房』（坪内士行）　　
  - 『住吉詣』（小野晴通）　　
  - 『これは不思議』（竹原光三）　　
  - 『孔雀物語』（白井鐵造）

#### 月組
- 2月1日 - 2月28日　宝塚大劇場
  - 『トンミーの夢』（田中房子）　　
  - 『嚴島物語』（小野晴通）　　
  - 『時の經過』（楳茂都陸平）
  - 『阿七狂熖』（堀正旗）　　
  - 『ダンス・ホール』（落合一男）

#### 花組
- 3月1日 - 3月31日　宝塚大劇場
  - 『時計が鳴るまで』（引田一郎）　　
  - 『篁詫狀文』（久松一聲）　
  - 『慈光』（楳茂都陸平）　
  - 『曾我兄弟』（堀正旗）　
  - 『スヰート・ホーム』（白井鐵造）

#### 雪組
- 4月1日 - 4月30日　宝塚大劇場
  - 『靑い目の人形』（白井鐵造）　　
  - 『彌彦獅子』（久松一聲）　　
  - 『春のをどり』（楳茂都陸平）　　
  - 『熊野』（小野晴通）　　
  - 『エレベーター』（竹原光三）

#### 月組
- 5月1日 - 5月31日　宝塚大劇場
  - 『小野道風』（引田一郎）
  - 『愛の復活』（落合一男）　　
  - 『八橋燒』（久松一聲）　　
  - 『富士太鼓』（楳茂都陸平）　
  - 『人格者』（堀正旗）

#### 花組
- 6月1日 - 6月30日　宝塚大劇場
  - 『風船乘り』（竹原光三）　　
  - 『身替新田』（小野晴通）　　
  - 『經正』（楳茂都陸平）　　
  - 『落窪姫』（久松一聲）　　
  - 『品行診斷』（白井鐵造）

#### 雪組
- 7月1日 - 7月31日　宝塚大劇場
  - 『ピーター・パン』（神戸美治）　　
  - 『松浦佐用姫』（久松一聲）　
  - 『踊子ミミー』（白井鐵造）　　
  - 『門出の牛若丸』（引田一郎）　　
  - 『西行櫻』（竹原光三）

#### 月組
- 8月1日 - 8月31日　宝塚大劇場
  - 『猿蟹合戰』（引田一郎）　　
  - 『國性爺』（堀正旗）　　
  - 『ドナウの流れ』（楳茂都陸平）　　
  - 『一條大藏卿』（久松一聲）　
  - 『ベース・ボール』（白井鐵造）

#### 花組
- 9月1日 - 9月30日　宝塚大劇場
  - 『慾張り婆さん』（白井鐵造）　　
  - 『酒の行兼』（楳茂都陸平）　　
  - 『モン・パリ<吾が巴里よ!>』（岸田辰彌）

#### 雪組
- 10月1日 - 10月31日　宝塚大劇場
  - 『黄色い水仙』（白井鐵造）
  - 『宇治橋物狂』（小野晴通）
  - 『將門髭剃鏡』（久松一聲）　　
  - 『モン・パリ<吾が巴里よ!>』（岸田辰彌）

#### 月組
- 11月1日 - 11月30日　宝塚大劇場
  - 『公時手柄ばなし』（竹原光三）　　
  - 『アルルの女』（楳茂都陸平）　　
  - 『夕顔の巻』（小野晴通）　　
  - 『親友』（白井鐵造）　　
  - 『兜』（久松一聲）

#### 花組
- 12月1日 - 12月28日　宝塚中劇場
  - 『お爺さんの智恵』（白井鐵造）　　
  - 『夜討』（楳茂都陸平）　　
  - 『身は一つ』（岸田辰彌）　
  - 『丑滿時』（久松一聲）　
  - 『江戸の名所』（竹原光三）

### 東京公演

#### 月組
- 4月1日 - 4月20日　邦楽座
  - 『孫悟空』（竹原光三）
  - 『十三鐘』（小野晴通）
  - 『時の經過』（楳茂都陸平）
  - 『猩々捕』（久松一聲）
  - 『平家村』（久松一聲）

#### 雪組
- 11月12日 - 12月3日　邦楽座
  - 『松浦佐用姫』（久松一聲）
  - 『かんな屑』（楳茂都陸平）
  - 『彌彦獅子』（久松一聲）
  - 『踊子ミミー』（白井鐵造）
  - 『クラスメート』（白井鐵造）

### 宝塚・東京以外の公演
- 雪組　6月4日・5日　大阪・中央公会堂

- 月組　12月10日　大阪倶楽部

- 月組　12月24日　大阪・清交社